# Lundakarnevalen 1998
Lundakarnevalen 1998 gick under temat Ritualkarneval och hölls den 22-24 maj i Lundagård med omnejd. Karnevalen fick även alternativnamnet Normalkarneval.
Karnevalskommittén bestod av:
- Christian Godden (General)
- Henrik Andersson (Vierichef)
- Hugo Carlsson (Tält- och Smånöjeschef)
- Kristina Friström (numera Ingvar) (Tågchef)
- Fritte Fritzson (Revychef)
- David Håkansson (Områdeschef)
- Ulrika Jönsson (numera White) (Ekonomichef)
- Pernilla Hansdotter (Expeditionschef)
- Frederik Nilner (Sexmästare = Student lingo for Food, Beverage & Party responsible = Dryck och festansvarig...of course...)
- Kristian Åsberg (Vakt & väderchef)
- Sophia Svensson (numera Roswall) (Biljettchef)
- Jessica Petri (numera Widegren) (Presschef)
- Pontus Bodelsson (Råd)

Årets affisch gjordes av Jonas Elding, som tidigare även gjort 1994 års affisch.

## Nöjen
Som bästa nöje valdes spexet Shaka Zulu (sektionschef: Henrik Widegren).
De andra stora nöjena var:
- Kabareten - Kabaré Rolf - en i särklass
- Barnevalen - Spöksnor och Kvalstermackor
- Filmen - Blinka lilla stjärna
- Revyn - Den sista smörjelsen - en revylotion
- Cirkusen - Cirkus Strax
- Showen - Showen (nytt nöje för 1998)

Bland framträdande externa artister kan nämnas: Viktoria Tolstoy och EST, Olle Ljungström, Baccara, Weeping Willows och Titiyo.